# Faros supletorios

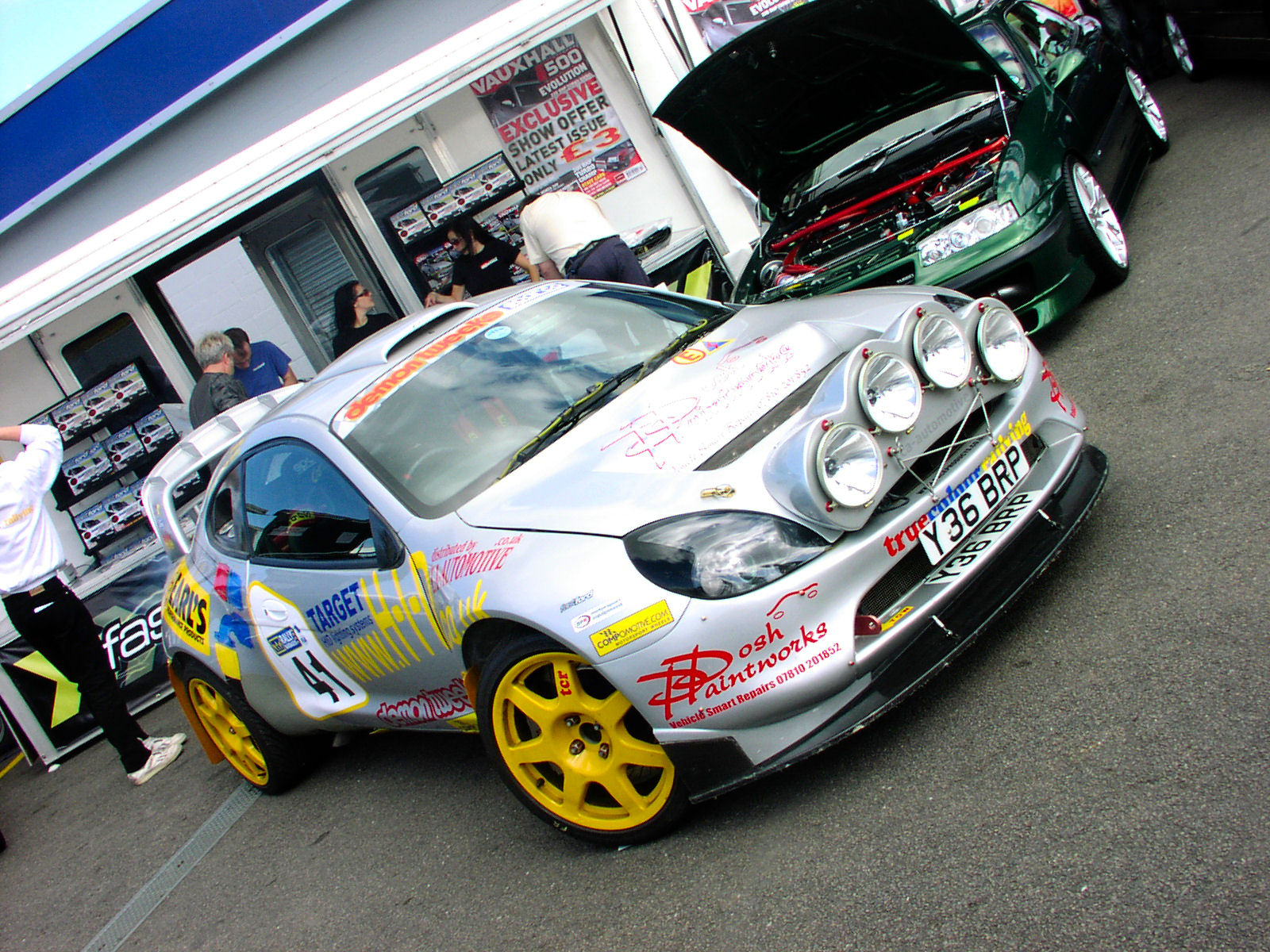
Ford Puma de competición con parrilla de faros supletorios.

Los faros supletorios son un grupo de faros añadidos al frontal de un automóvil con respecto a los incorporados de serie con el fin de mejorar la visibilidad en condiciones meteorológicas adversas o en conducción nocturna. Aunque lo normal es que estos faro se agreguen en un número par, en vehículos antiguos es frecuente encontrar tres o cinco faros supletorios.
Estos faros permiten aumentar y ensanchar el haz de luz por delante del vehículo, lo cual también es útil cuando se circula a altas velocidades. 
Los faros supletorios son comunes entre los vehículos de competición, pero resulta complicada su homologación para coches de calle, ya que un uso indebido puede ser perjudicial. En los vehículos todoterreno se pueden incorporar en una barra situada sobre el techo, para protegerlos de choques y alzar el haz de luz, llegando así más lejos.